# Иркутское наместничество
Ирку́тское наме́стничество — административно-территориальное образование на территории Сибири в 1783—1796 годах.

## История
Учреждено именным указом от 6 марта 1783 года № 15680 «Об устройстве Иркутского наместничества» из территории ликвидированной Иркутской провинции.
В 1785 году Иркутское наместничество состояло из четырёх областей: Иркутской, Нерчинской, Охотской и Якутской.
Уезды Иркутской области: Иркутский, Киренский, Нижнеудинский
Уезды Нерчинской области: Баргузинский, Верхнеудинский, Доронинский, Нерчинский, Сретенский
Уезды Охотской области: Акланский, Ижигинский, Нижнекамчатский, Охотский
Уезды Якутской области: Жиганский, Зашиверский, Оленский, Олёкминский, Якутский
26 октября (6 ноября) 1790 года Екатерина II утвердила гербы городов Иркутского наместничества и герб Иркутска, который использовался так же и как герб наместничества, а затем Иркутской губернии. До этого как герб наместничества использовался герб Сибирского царства, использование которого как герба наместничества сохранялось некоторое время после утверждения герба города Иркутска.
В 1796 году Иркутское наместничество упразднено. Территория наместничества была передана во вновь образованную Иркутскую губернию.

## Руководители наместничества

### Генерал-губернаторы
- 1783—1789 — Якоби, Иван Варфоломеевич
- 1789—1793 — Пиль, Иван Алферьевич

### Правители наместничества
- 1783—1786 — Ламб, Иван Варфоломеевич
- 1786—1791 — Арсеньев, Михаил Михайлович
- 1791 — 13.12.1797 — Нагель, Ларион Тимофеевич